# Sotare

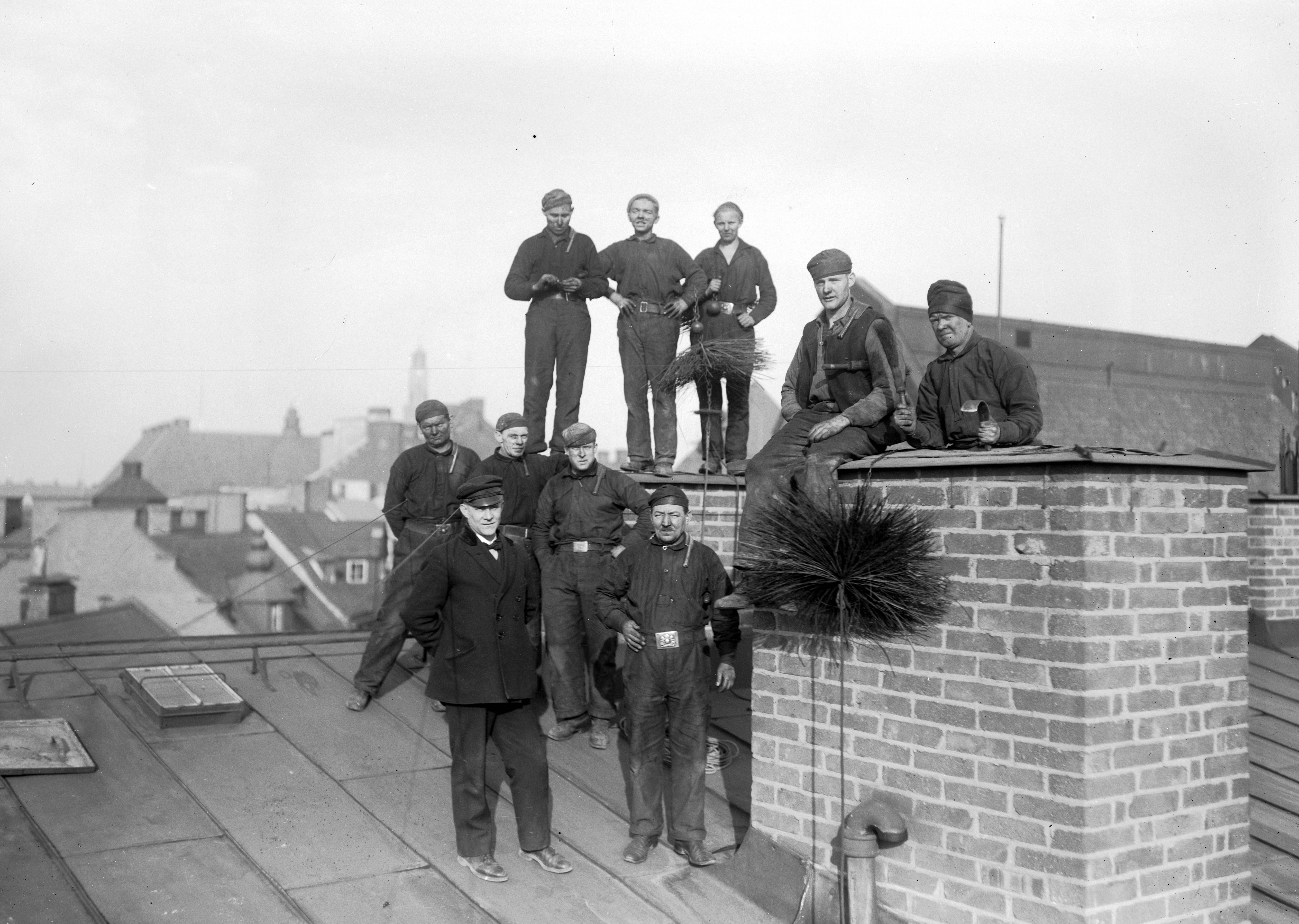
Svenska sotare på ett tak i Stockholm tidigt 1900-tal.

Sotare eller skorstensfejare är ett yrke vars uppgift huvudsakligen består i att avlägsna sot som kan finnas i skorstenar.
Vid förbränning kommer sot att fastna på skorstenens insida. Vid dålig förbränning bildas snabbt tjocka lager av sot, och ibland även tjära, på skorstenens insida. Om detta lager tar eld så kan det bli en förbränning som utvecklar mycket värme, en så kallad soteld. Temperaturen kan bli så hög att skorstenens yttre delar riskerar att antända brännbart material och det kan bli en eldsvåda. Med väl rengjord — sotad — skorsten undviker man risken för en soteld.

## Historik
När stadsbefolkningarna ökade i och med industrialiseringen, ökade mängden hus med skorsten, och därmed också behovet av professionella sotare. Husen blev högre och skorstenspiporna grupperades. Sotaryrket var svårt, farofyllt och lågavlönat. I många städer var det vanligt att sotarmästare tog sig an lärlingar, inte sällan pojkar från barnhem och liknande. I exempelvis Sverige och Tyskland tillhörde sotarmästarna ett gille, och man var tvungen att gå igenom gesällprov för att bli mästare.

## Sotarverktyg

### Historiska
Vissa av dessa historiska verktyg används fortfarande av vissa sotare.
- Virra
- Sudd
- Krejs
- Lina och lod
- Drux
- Raffel
- Stånka (Storkrejs)
- Plattjärn
- Kakelugnsmoj
- Pipis

### Samtida
- Stålrisborste
- Pipstålskrejs
- Rensvajer, renskabel, rensvinda
- Skaftborste och imkanalsborste för relining och rensning
- Raka
- Dammsugare, så kallad sotsug
- Ficklampa
- Inspektionskamera, endoskop

## Sverige

### Bältesspännet hos svenska sotare
I Sverige bär utbildade sotare ett heraldiskt vapen på sina bälten, vilket visar Sveriges lilla riksvapen bestående av de tre kronorna i guld mot en rund botten samt två lejon som sköldhållare. Det var Gustav IV Adolf som gav sotarna rätten att bära officersbältesspänne av 1802 års modell, det vill säga samma spänne som officerare senare bar under Finska kriget. Ett sådant militärt spänne går att se här, att jämföras med sotarspännet här. Ibland beskrivs vapnet felaktigt som stora riksvapnet och att sotarna skulle ha fått tillåtelse av drottning Kristina att bära vapnet efter branden på Stockholms slott på 1640-talet.
Enligt tradition ska den nya gesällen själv beställa och betala för spännet som är en symbol som skiljer gesällen från lärlingen. Lärlingen i sin tur bär istället ett spänne med två korslagda rafflar, se här.

## Bilder

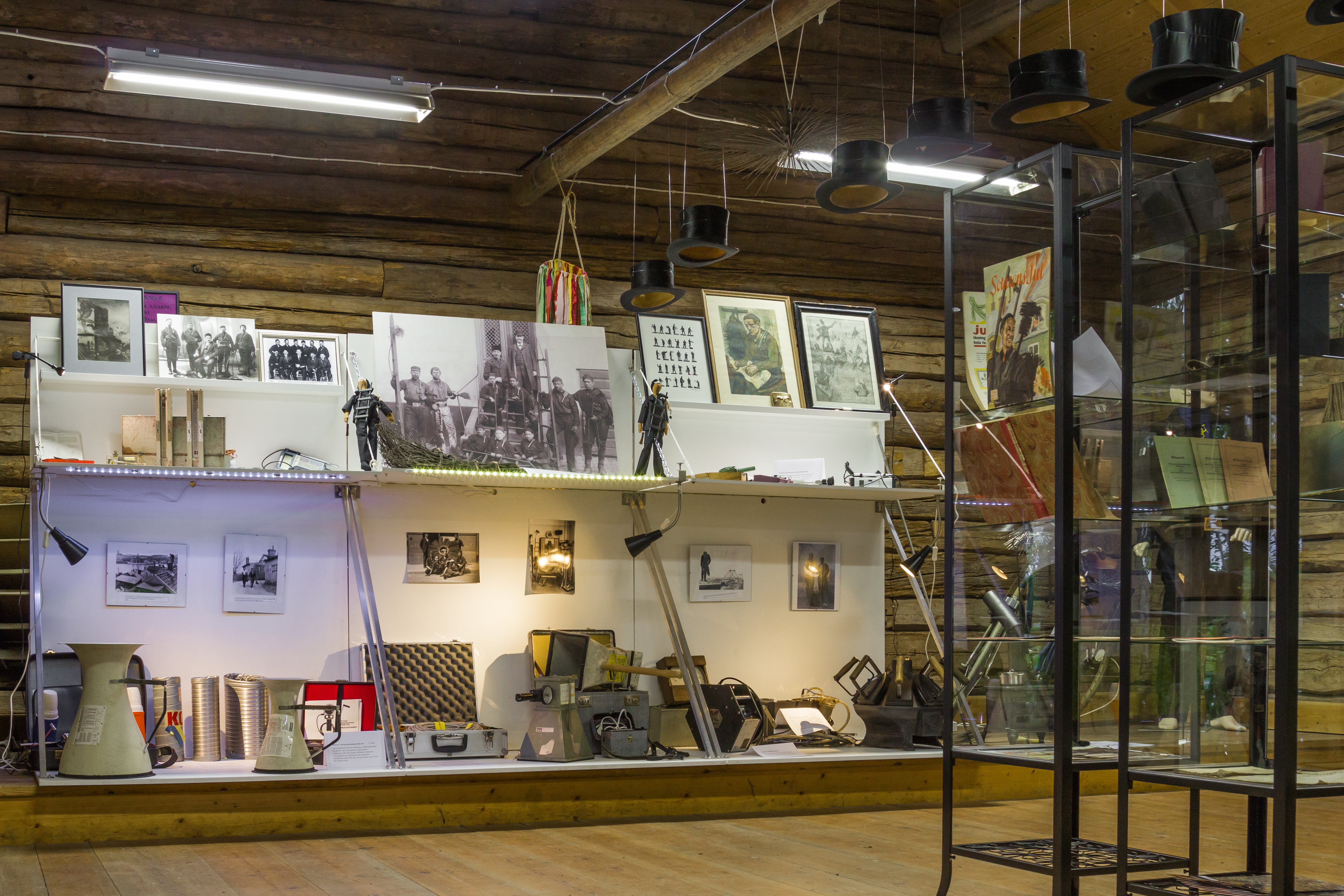
Utställning med sotarföremål på Hedemora gammelgård.
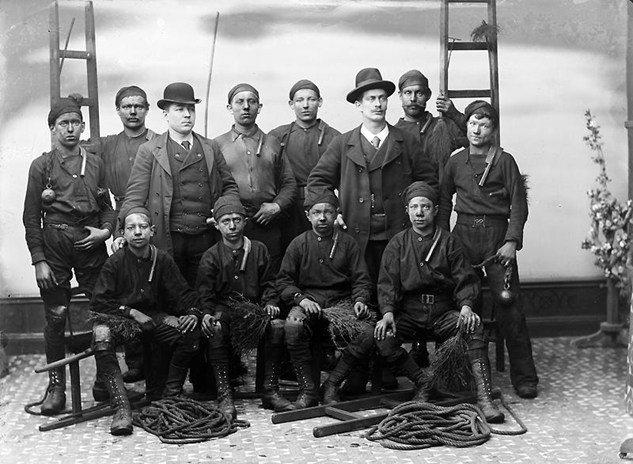
Sotare i Stockholm tidigt 1900-tal.
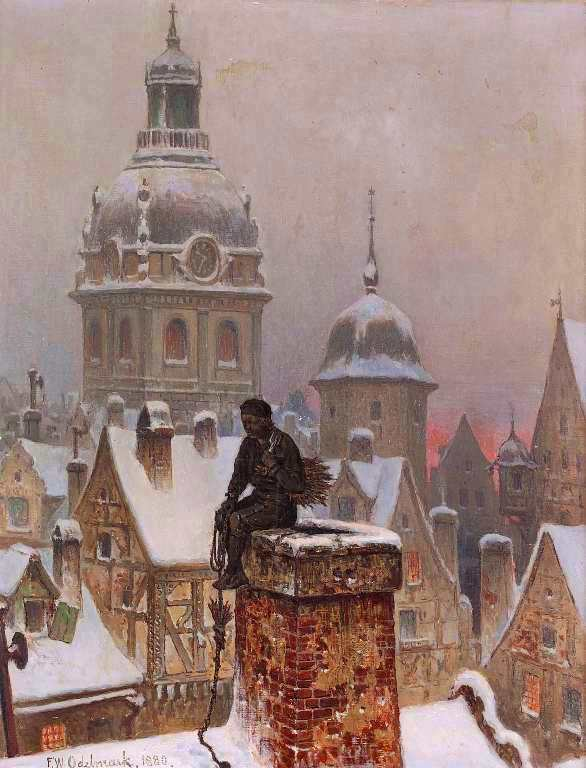
Målningen Sotare av Frans Wilhelm Odelmark (1880).

## Sotningsintervall i Sverige
Sotningsintervallen uppdaterades av Myndigheten för samhällsskydd och beredskap (MSB) 2014. Kommunen ansvarar för såväl sotning som brandskyddskontroll. Kommunen beslutar hur ofta det ska sotas och avgiftens storlek. Det är vanligt att kommunen upphandlar hantering av sotning och brandskydd med fristående företag. Kommunen kan då delas upp i olika sotningsdistrikt som de upphandlade företagen ansvarar för. 
| Typ av eldstad                       | Sotning   | Brandskyddskontroll |
| ------------------------------------ | --------- | ------------------- |
| Värmepanna (konventionell)           | 4 ggr/år  | 3 år                |
| Värmepanna (keramisk inklädd)        | 2 ggr/år  | 3 år                |
| Värmepanna (träpellets)              | 2 ggr/år  | 6 år                |
| Värmepanna (tung eldningsolja)       | 4 ggr/år  | 3 år                |
| Värmepanna (lätt eldningsolja >60kW) | 1 gång/år | 6 år                |
| Värmepanna (lätt eldningsolja <60kW) | 2 år      | 6 år                |
| Lokaleldstad (>1 m3 ved/år)          | 1 år      | 3 år                |
| Lokaleldstad (<1 m3 ved/år)          | 3 år      | 6 år                |
| Lokaleldstad (fritidshus)            | 3 år      | 6 år                |

### Egensotning
Egensotning eller sotning i egen regi får ske av enskild ägare av en fastighet. För att få utföra sotningen själv måste man få tillstånd i den kommun fastigheten är placerad. Krav för tillståndet är att man ska ha erforderliga kunskaper, vanligtvis intyg från Brandskyddsföreningen eller motsvarande.